# Gasa (poesia)
Gasa (o Kasa) era una forma di poesia popolare presente in Corea durante la dinastia Joseon. Erano comunemente cantate ed erano popolari tra le donne yangban. La forma poetica di Chŏng Ch'ŏl, poeta del XVI secolo, è considerata come la forma perfetta, che consisteva di linee parallele, ciascuna divisa da due a quattro unità di sillaba. La forma emerse durante il periodo Goryeo.